# Aleksej Kostigov
Aleksej Veniaminovič Kostigov (rusko Алексей Вениаминович Костыгов), ruski rokometaš, * 5. julij 1973.
Leta 2004 je na poletnih olimpijskih igrah v Atlanti v sestavi ruske reprezentance osvojil bronasto olimpijsko medaljo.
Čez štiri leta je z reprezentanco osvojil 6. mesto.